# Sonata Arctica
A Sonata Arctica egy 1996-ban alakult finn power metalt játszó együttes Kemiből.

## Történet
Az együttest Tony Kakko, Jani Liimatainen, Marko Paasikoski, Tommy Portimo és Pentti Peura alapította 1996-ban, Kemiben. Akkoriban a Tricky Beans névvel kerültek be a metal közösségbe. Hamarosan rögzítettek is 3 demót – a Friend 'till the Endet, az Agre Pampperst és a PeaceMakert.
1997-ben a nevüket Tricky Meansre változtatták (ekkor jött Janne, az új basszusgitáros), és ettől a ponttól 1999-ig tartó időszakban alakult ki a csapat stílusa, a gyors, dallamos és a billentyűorientált heavy metal, a tiszta és magas énekhang. Tonyra, mind oly sokakra akkoriban, nagy hatással volt a Stratovarius hangzása, azért emlegetik néhol együtt is őket.
1999-ben a csapat felvette újabb demójukat, a FullMoont a kemi Tico Tico Stúdióban, ami az első igazi metal számuk volt. Ekkor a felállás a következő volt: Tony Kakko (ének és billentyű), Jani Liimatainen (gitár), Janne Kivilahti (basszusgitár) és Tommy Portimo (dob). A demót a Spinefarmhoz is elküldték. Még ebben az évben felvették a Sonata Arctica nevet, és megjelent első kislemezük Finnországban, az UnOpened. Mivel számaik felkerültek a toplistákra, az együttes már könnyen talált kiadót, hogy zenéjük a világ minden pontjára eljusson. Ezt kihasználva el is készítették első nagylemezüket, az Ecliptica-t.
Tony Kakko már csak az énekre koncentrált, ugyanis csatlakozott hozzájuk Mikko Härkin (a Kenzinerben játszott azelőtt), aki vállalta a szintetizátort, és jól beilleszkedett a csapatba.
2000 elején a Sonata Arctica a Stratovarius-szal, és a Rhapsody-val együtt indult Európa körüli turnéra. Marko Paasikoski közben visszatért a basszusgitár húrjaihoz, leváltva Janne-t.
2000 végétől az együttes a következő albumukon dolgozott –  ez volt a Silence – amit 2001 júniusában jelentettek meg. Ezt egy nagyméretű koncertturné követte, szinte mindenütt Európában, és Japánban is. 2002-ben a Sonata Arctica már Amerikába is eljutott, koncertet adva Brazíliában és Chilében. Az együttes tagjai szerint ezek legjobb koncertjeik közé tartoztak – a másik legjobb pedig a 2002-es Japán turné volt szerintük. Utóbbin fel is vettek egy koncertalbumot, a tokyói koncertről, és Songs of Silence címmel jelentették meg.
2002 végén Härkin személyes okokra hivatkozva elhagyta a zenekart. A harmadik albumukat – Winterheart's Guild – Jens Johansson (Stratovarius) ideiglenes segítségével hozták létre, valamint Tony is vállalt billentyűs szerepet. Az album végül 2003-ban jelent meg.
Az új billentyűs szerepére sokan jelentkeztek, akik közül kettő különösen tetszett a csapat tagjainak, aztán a személyisége alapján megtalálták az emberüket. Ez az érdekes ember volt Henrik Klingenberg, aki oszlopos tagja lett a csapatnak, és a Winterheart's Guild – turnén már ő játszott. A koncertek nagy részén teltház volt.
A csapat kiadót váltott, ezentúl a legnagyobb európai kiadócég, a Nuclear Blast adja ki munkáikat.
2004 elején az együttes az Iron Maiden előzenekaraként játszott annak japán turnéján. Eközben Tommy Portimo, a csapat dobosa apa lett, márciusban megszületett kislánya.
A Reckoning Night-ot 3 hónapon keresztül rögzítették, majd októberben kiadták. Ugyanekkor kiadott kislemezük is a finn toplistán volt, 6 héten keresztül. Egy bemutató koncert következett volna, de a már népszerűvé vált Nightwish meghívta őket egy európai turnéra, és így megváltoztak a tervek. Több mint 10 000 ember hallotta ezeken a koncerteken a Sonata Arcticát.
2005 elején ismét a Nightwish-sel tartottak, hogy előzenekarként szerepeljenek annak észak-amerikai koncertturnéján. Bár ezek a koncertek a Nightwish számára elmaradtak, de a Sonata Arctica-s fiúk tettek egy rövidebb turnét, amelynek állomásai kanadai és USA-beli koncertek voltak.
Az együttes elkészítette első koncert DVD-jét, amelynek a For the Sake of Revenge nevet adták. Ezen a 2006-ban megjelent kiadványon egy régebbi, 2004. februári tokyói koncert kapott helyet. A Spinefarm Records még egy utolsó összeállítást megjelentetett a fiúktól, mielőtt kiadót cseréltek. Ennek a címe The End of This Chapter volt, ami Japánban 2005 augusztusában, míg Európában 2006 májusában jelent meg.
Egy PC-s játék tervei is készültek a Sonata Arctica karakterei és zenéje alapján, és a Winterheart's Guild címet adták neki, mint az albumnak. A játékot Zelian Games fejleszti, egy akció-RPG stílust megcélozva, kb. mint a Fallout és a Diablo. A játékról egyelőre kevés infó van, viszont jó hír, hogy a fejlesztés nem állt meg.
2006 decemberétől a csapat megkezdte következő stúdióalbumuk rögzítését. Most először finn nevet adtak az albumnak – Unia –, ami május 25-én jelent meg. Ez az album kisebb fordulópont a csapat életében, ugyanis kicsit eltér a stílus az előző albumoktól, és ugyanekkor logót is változtattak.
Március 2-án az együttes gitárosa, Jani Liimatainen bejelentette, hogy az elkövetkezendő időszakban nem tud játszani a koncerteken, ugyanis teljesítenie kell kötelező katonai szolgálatát. Ebben az időszakban Elias Viljanen fogja helyettesíteni Janit.

## Tagok

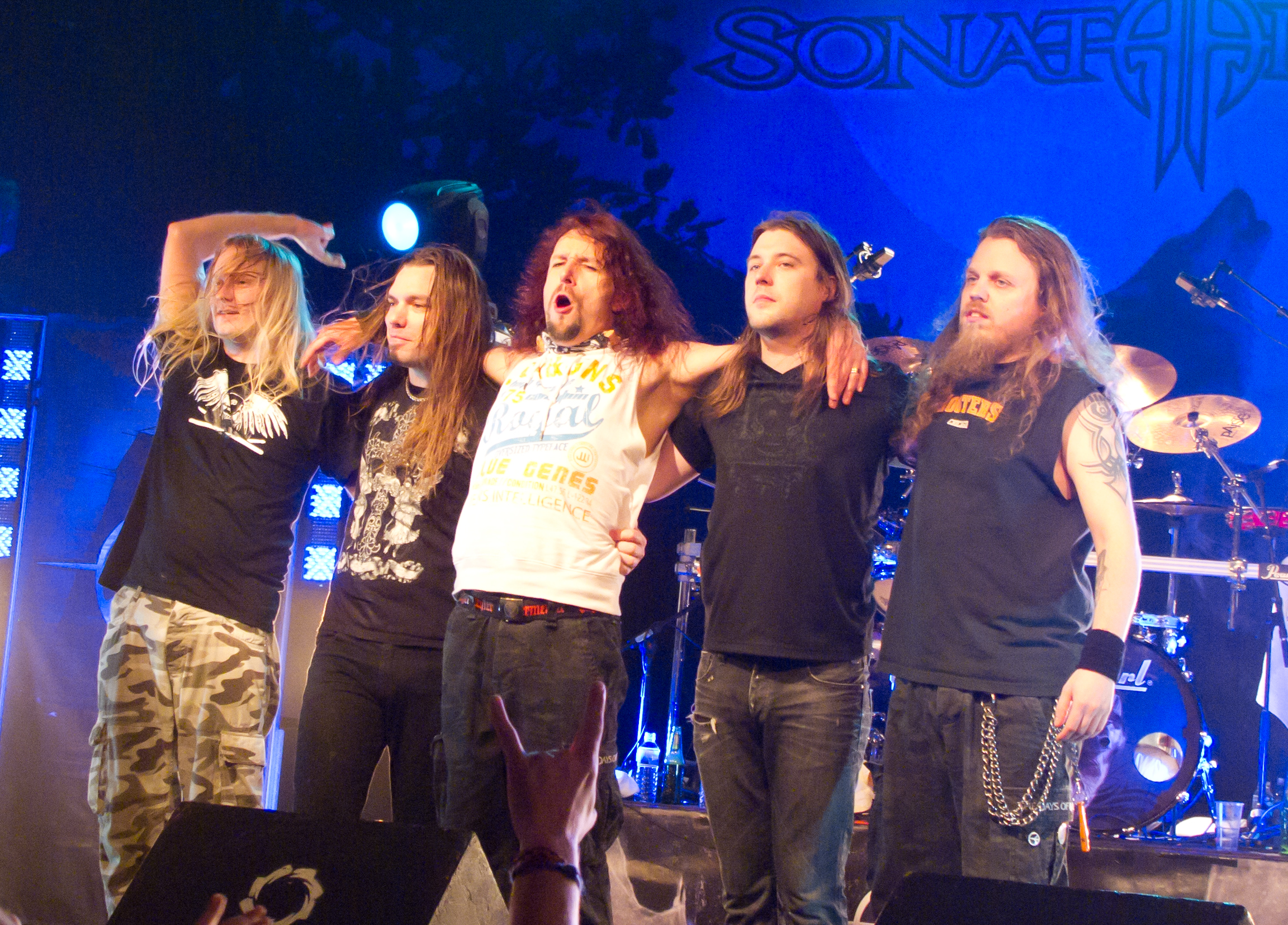
2011-ben Sonata Arctica: Tommy Portimo, Elias Viljanen, Tony Kakko, Marko Paasikoski és Henrik Klingenberg.

### Jelenleg
- Tony Kakko – (1996–tól) ének, (billentyű az 'Ecliptica'-án és a 'Winterheart's Guild'-en)
- Elias Viljanen – (2007–től) gitár
- Pasi Kauppinen – (2013-tól) basszusgitár
- Tommy Portimo – (1996–tól) dob (1981. szeptember 5-én született a lappföldi Kemiben. Premier dobokon és Paiste cintányérokon játszik Pro-Mark ütőkkel.)
- Henrik Klingenberg – (2003–tól) billentyű

### A múltban
- Pentti Peura – (1996–1999) basszusgitár
- Janne Kivilahti – (1999–2000) basszusgitár
- Mikko Härkin – (2000–2002) billentyűs
- Jani Liimatainen – (1996–2006) gitár
- Marko Paasikoski – (2000–2013) basszusgitár

### Vendégzenészek
- Raisa Aine (fuvola) – "Letter to Dana"
- Nik Van-Eckmann (átvezető beszédek) – Silence és Reckoning Night
- Mika Niilonen (átvezető beszédek) – Silence
- Mikko Karmila (zongora) – Silence
- Timo Kotipelto (ének) – "False News Travel Fast"
- Renay Gonzalez (női átvezető hang) – "The End of This Chapter"
- Jens Johansson (billentyű szólók) – a Winterheart's Guild 4 számában
- Peter Engberg (különböző instrumentális részek) – Unia
- Johanna Kurkela (női vokál) – The Days of Grays
- Perttu Kivilaakso (cselló) – The Days of Grays

## Lemezek

### Nagylemezek és EP-k
| Megjelenés dátuma    | Cím                                             | Kiadó             |
| 1999. szeptember 9.  | Ecliptica                                       | Spinefarm Records |
| 2000. október 18.    | Successor (EP)                                  | Spinefarm Records |
| 2001. február 22.    | Orientation (EP)                                | Spinefarm Records |
| 2001. szeptember 4.  | Silence                                         | Spinefarm Records |
| 2003. május 27.      | Winterheart’s Guild                             | Spinefarm Records |
| 2003. november 5.    | Takatalvi (EP)                                  | Spinefarm Records |
| 2004. augusztus 30.  | Don’t Say a Word (EP)                           | Nuclear Blast     |
| 2004. október 11.    | Reckoning Night                                 | Nuclear Blast     |
| 2007. május 25.      | Unia                                            | Nuclear Blast     |
| 2009. szeptember 16. | The Days of Grays                               | Nuclear Blast     |
| 2012. május 18.      | Stones Grow Her Name                            | Nuclear Blast     |
| 2014. március 28.    | Pariah's Child                                  | Nuclear Blast     |
| 2014                 | Ecliptica – Revisited: 15th Anniversary Edition | Nuclear Blast     |
| 2016                 | The Ninth Hour                                  | Nuclear Blast     |
| 2019                 | Talviyö                                         | Nuclear Blast     |
| 2022                 | Acoustic Adventures – Volume One                | Atomic Fire       |
| 2022                 | Acoustic Adventures – Volume Two                | Atomic Fire       |
| 2024                 | Clear Cold Beyond                               | Atomic Fire       |

### Koncertfelvételek és összeállítások
| Megjelenés dátuma   | Cím                                           | Kiadó             |
| 2002. november 20.  | Songs of Silence (koncertalbum)               | Spinefarm Records |
| 2005. augusztus 24. | The End of This Chapter (összeállítás)        | Spinefarm Records |
| 2006. március 31.   | For the Sake of Revenge (koncertalbum és DVD) | Nuclear Blast     |
| 2006. november 15.  | The Collection 1999-2006 (összeállítás)       | Spinefarm Records |
| 2011. november 11.  | Live in Finland (koncertalbum és DVD)         | Nuclear Blast     |

### Kislemezek
- UnOpened (1999)
- Wolf & Raven (2001)
- Last Drop Falls (2001)
- Victoria's Secret (2003)
- Broken (2003)
- Don't Say a Word (2004)
- Shamandalie (2004)
- Replica (2006)
- Paid In Full (2007)
- The Last Amazing Grays (2009)
- I Have A Right (2012)
- Alone in Heaven (2013)

### Demók
- Friend 'till the End (1996)
- Agre Pamppers (1996)
- PeaceMaker (1997)
- FullMoon (1999)

### Feldolgozások
- Fade to Black – Metallica (Victoria's Secret, Takatalvi)
- Wind Beneath My Wings – Bette Midler (Orientation)
- Die With Your Boots On – Iron Maiden (Last Drop Falls, Orientation)
- World in My Eyes – Depeche Mode (Don't Say a Word)
- Two Minds, One Soul – Vanishing Point (Don't Say a Word)
- Still Loving You – Scorpions (Takatalvi)
- I Want Out – Helloween (Takatalvi)
- Out in the Fields – Gary Moore (Paid in Full)
- Silent Jealousy – X Japan (élő)
- Crash & Burn – Yngwie Malmsteen (élő)
- Excuse Me While I Kill Myself – Sentenced (élő)
- I Was Made for Lovin' You – KISS (élő)
- Smoke on the Water – Deep Purple (élő)
- Gaston y'a l'téléfon qui son – Nino Ferrer (élő)
- One – Metallica (élő)
- Black Diamond – Stratovarius (élő, rövid klip a Stratovarius – Infinite Visions VHS/DVD kiadványán)
- My Heart Will Go On – Celine Dion (élő)

## Videóklipek
- Wolf & Raven
- Don't Say a Word
- Paid in Full
- Flag in the Ground
- I Have A Right
- Shitload Of Money

## Külső hivatkozások
- A Sonata Arctica hivatalos honlapja
- Magyar Sonata Arctica rajongói oldal
- A Sonata Arctica Myspace oldala
- Winterheart's Guild PC játék
- A magyar Sonata Arctica tribute band oldala
- Sonata Arctica.lap.hu – linkgyűjtemény
- Sonata Arctica magyar rajongói facebook oldal